# Red Lions Football Club
Le Red Lions FC, anciennement Fatu FC est un club liberien de football, basé à Kakata, à 55 km au nord-est de Monrovia. Il a été fondé en 2004.

## Palmarès
- Coupe du Liberia (0)
  - Finaliste[2] : 2013.